# Campanula raineri
Campanula raineri är en klockväxtart som beskrevs av Perp. Campanula raineri ingår i släktet blåklockor, och familjen klockväxter. Inga underarter finns listade i Catalogue of Life.

## Bildgalleri

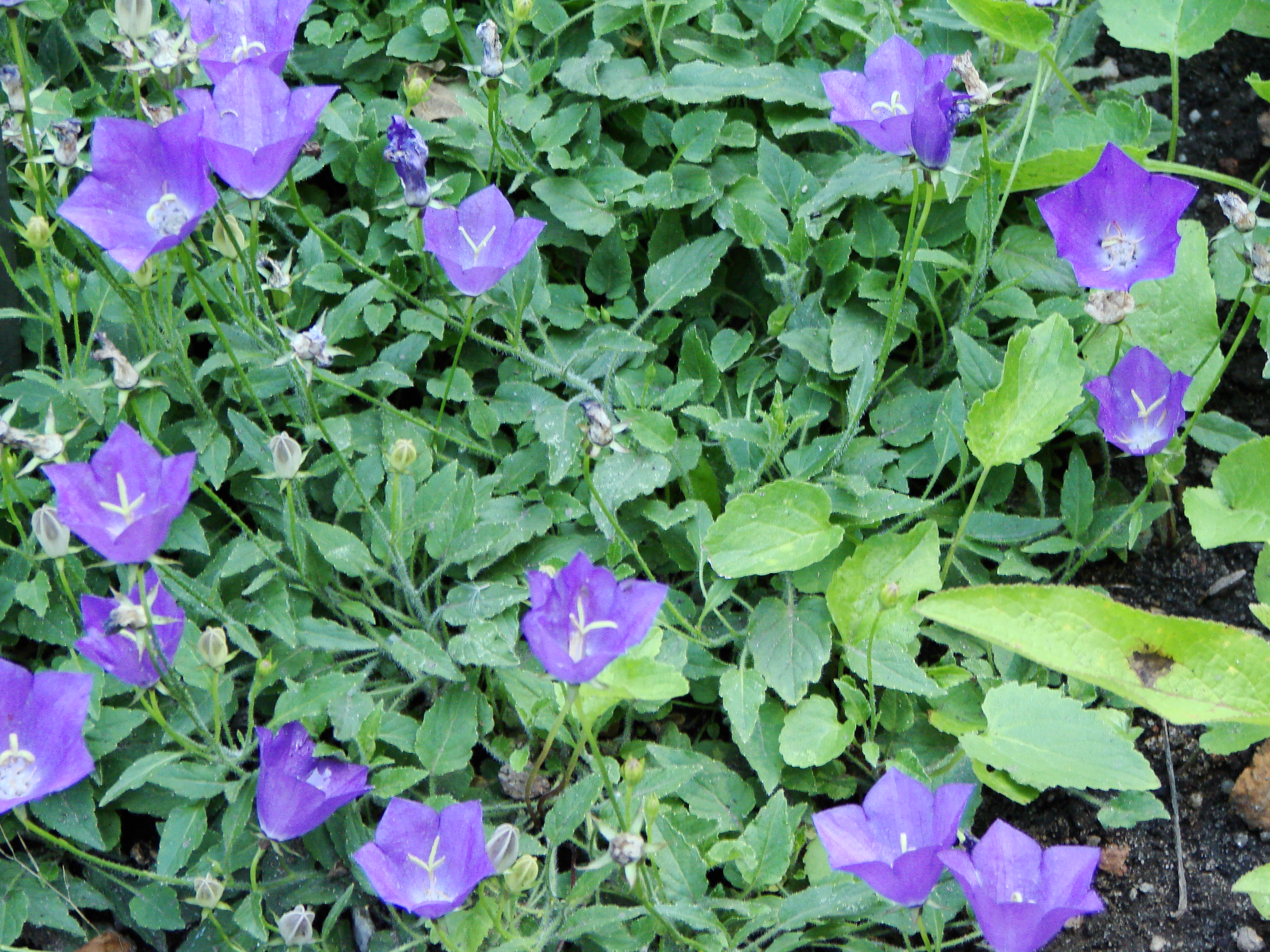
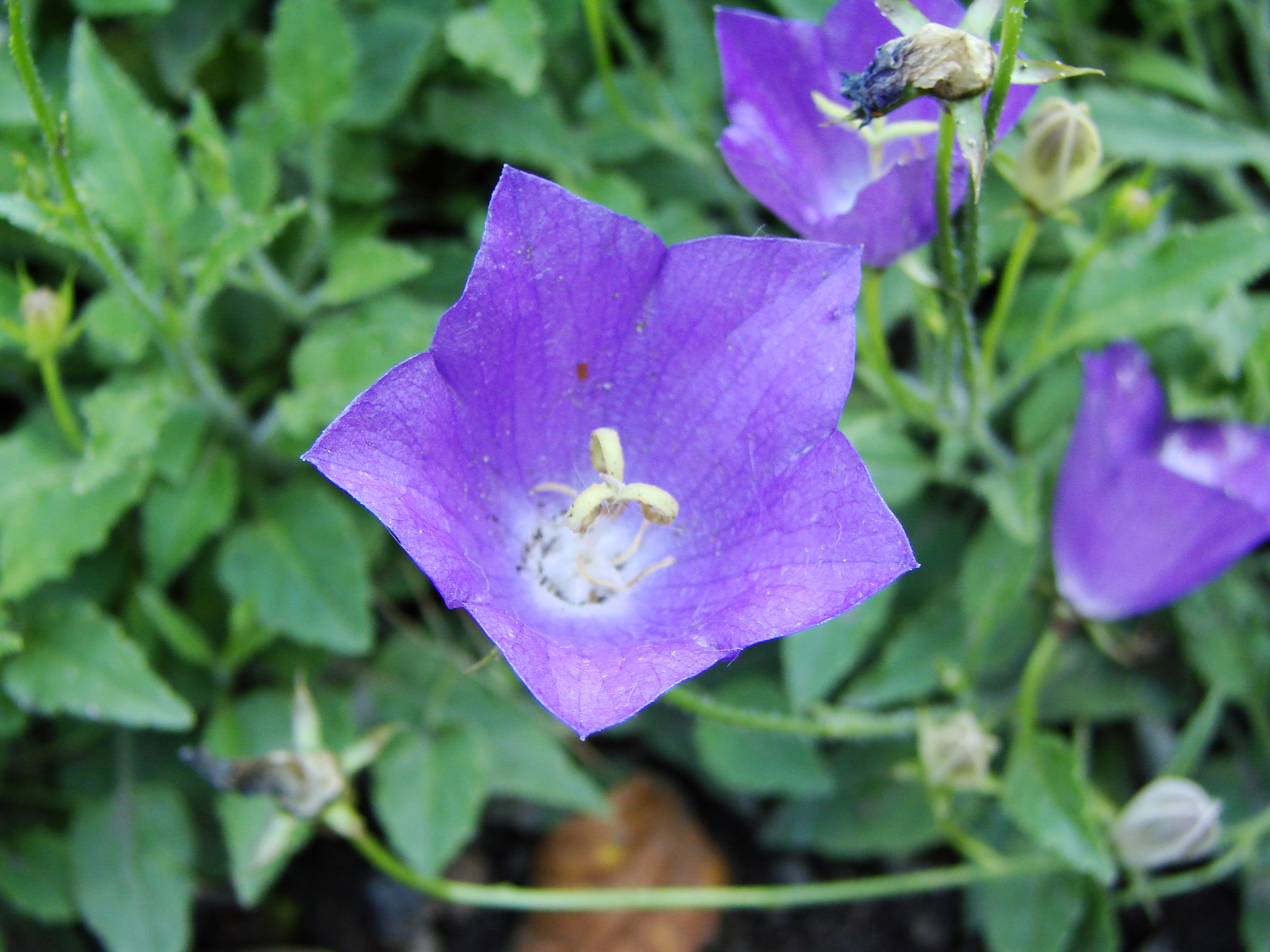
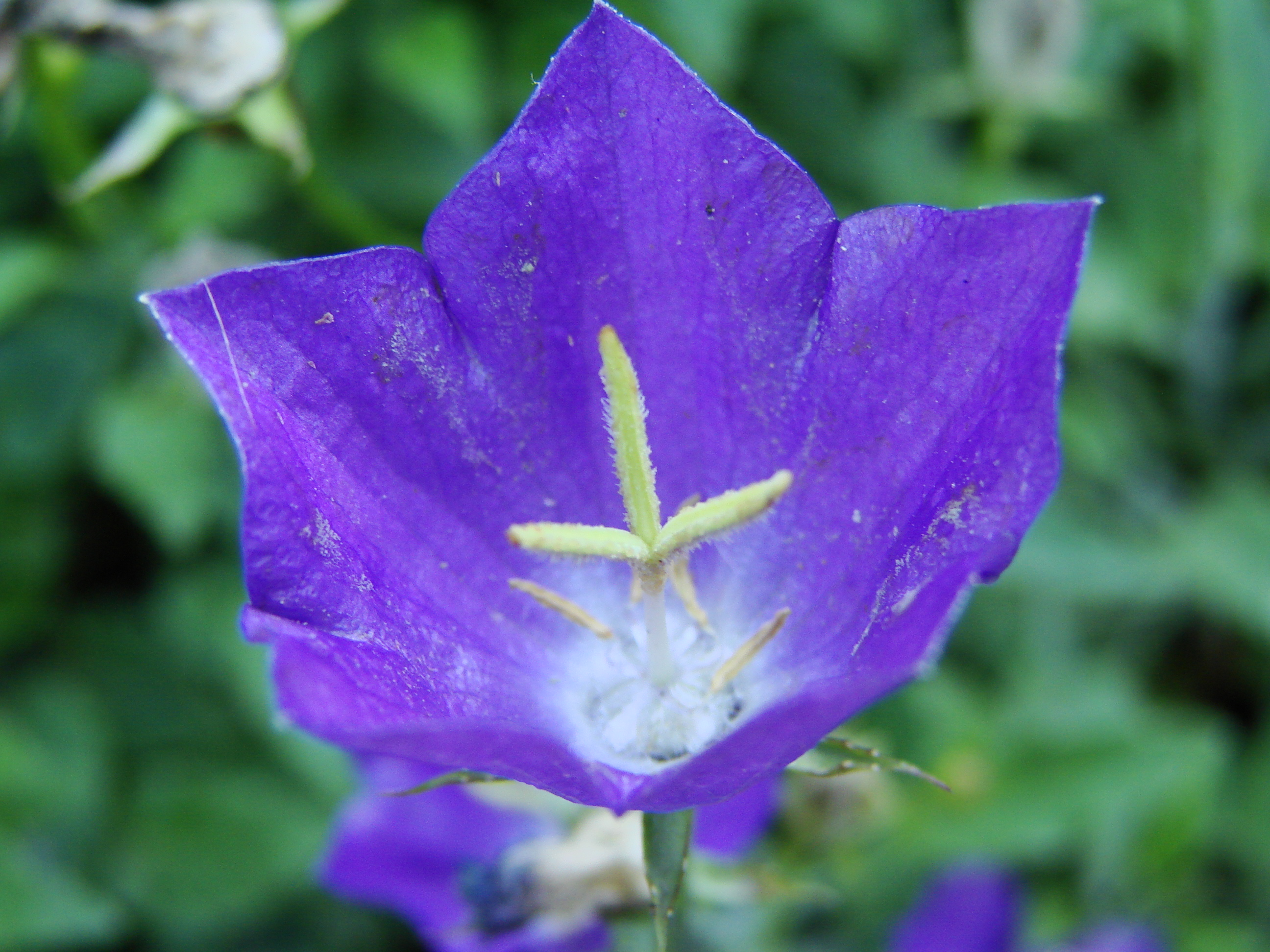
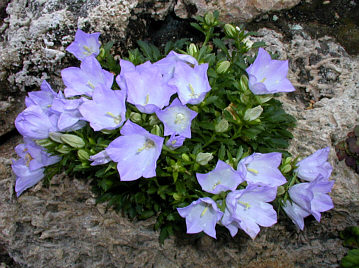
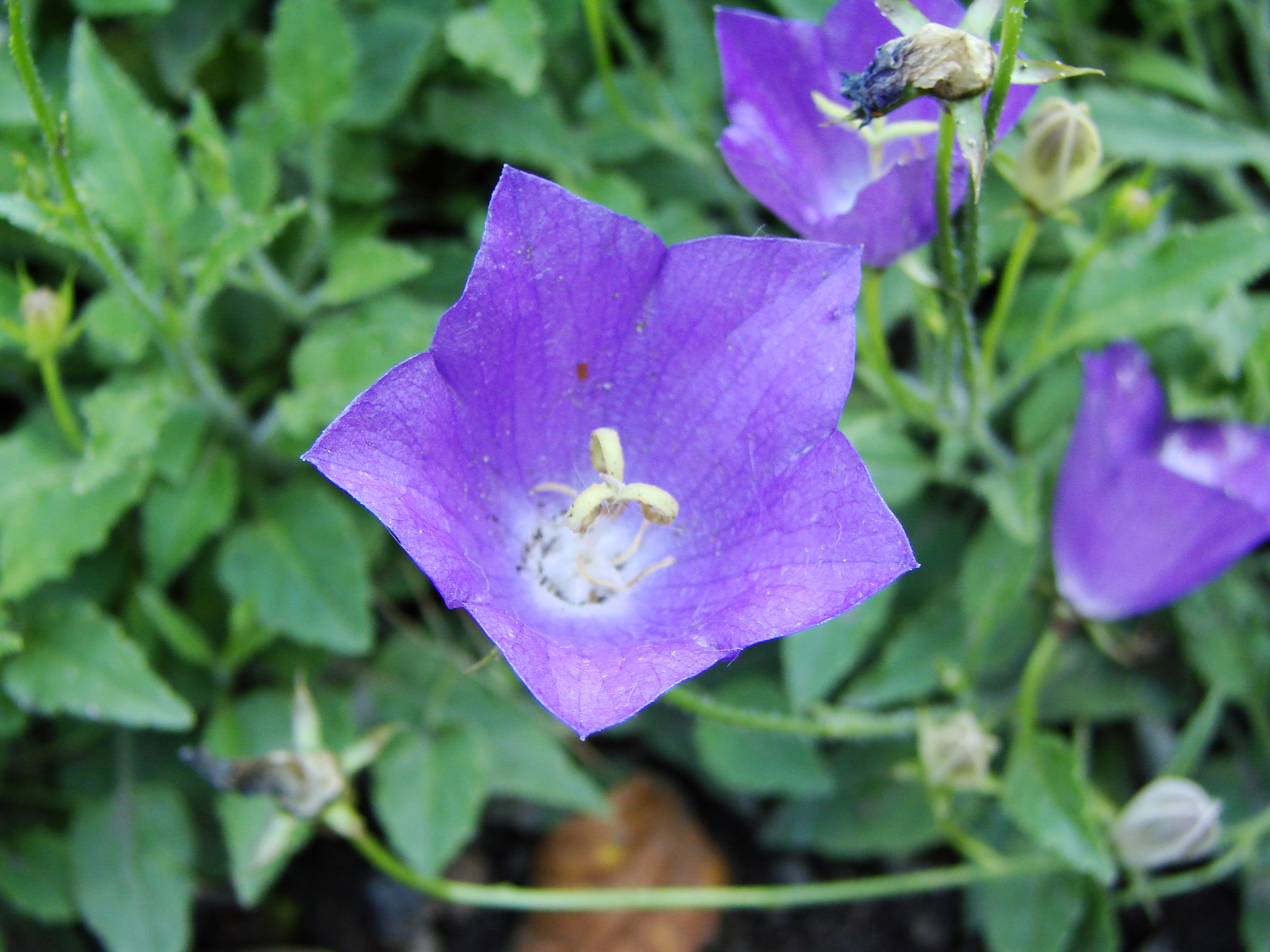
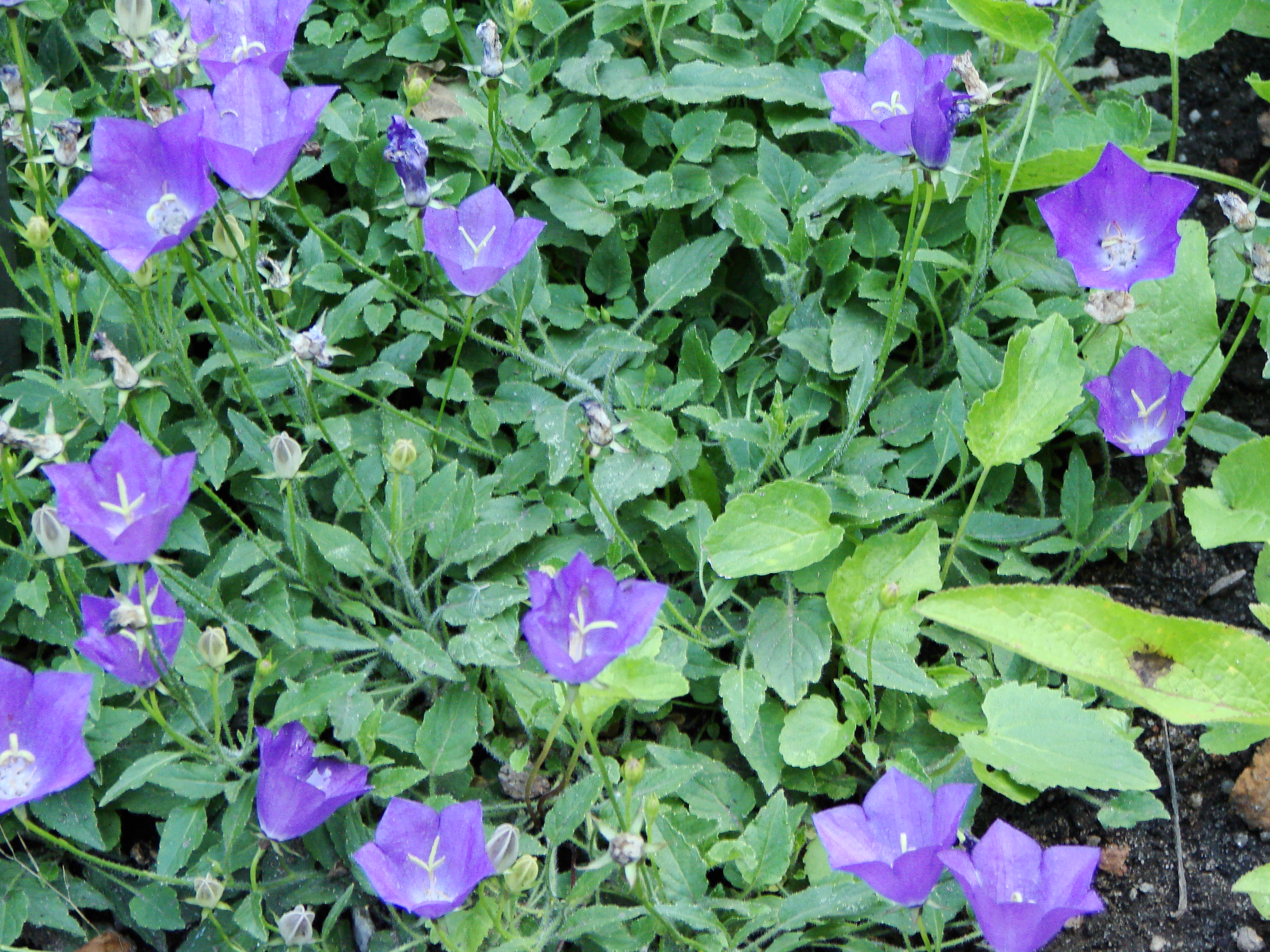